# 北漢山
北漢山（プカンサン、朝鮮語: 북한산）は、大韓民国ソウル特別市の江北区、道峰区、恩平区、城北区、鐘路区と京畿道高陽市徳陽区に跨る、高さ836mの山である。
昔から漢山、華山、三角山などさまざまな名前で呼ばれてきた。白雲台 (836m) 、仁寿峰 (810m) 、万景台 (799m) の3つの峰々が集まっており、主に三角山という名で呼ばれていたが、大日本帝国の韓国併合以降は次第に使われなくなった。北漢山と呼ばれるようになったのは、李氏朝鮮の中宗の時に北漢山城を築城した後からだと推定される。最近では北漢山周回コースが開放され、地域の住民からの注目を集めている。「北漢」は漢江の北側を意味する。
北漢山国立公園は、秀麗な自然景観を保全し、快適な探訪環境を提供するために、1983年に韓国で15番目の国立公園に指定された、世界的にも珍しい都市の中の自然公園である。牛耳嶺を中心に南側の北漢山地域と北側の道峰山地域に区分される。公園全体が都市に囲まれ、大気浄化の役割を果たしており、ソウル首都圏各地からのアクセスが容易なため、自然休息地として住民に親しまれている。北漢山は巨大な花崗岩から成り立っており、主要な岩山の間には数十箇所の渓谷が形成され、山と水との美しい調和を醸しだしており、1300種あまりの動植物が棲息している。また朝鮮の三国時代の真興王巡狩碑や北漢山城をはじめとした数多くの歴史・文化遺跡と、100箇所あまりの寺刹が点在している。

## 写真

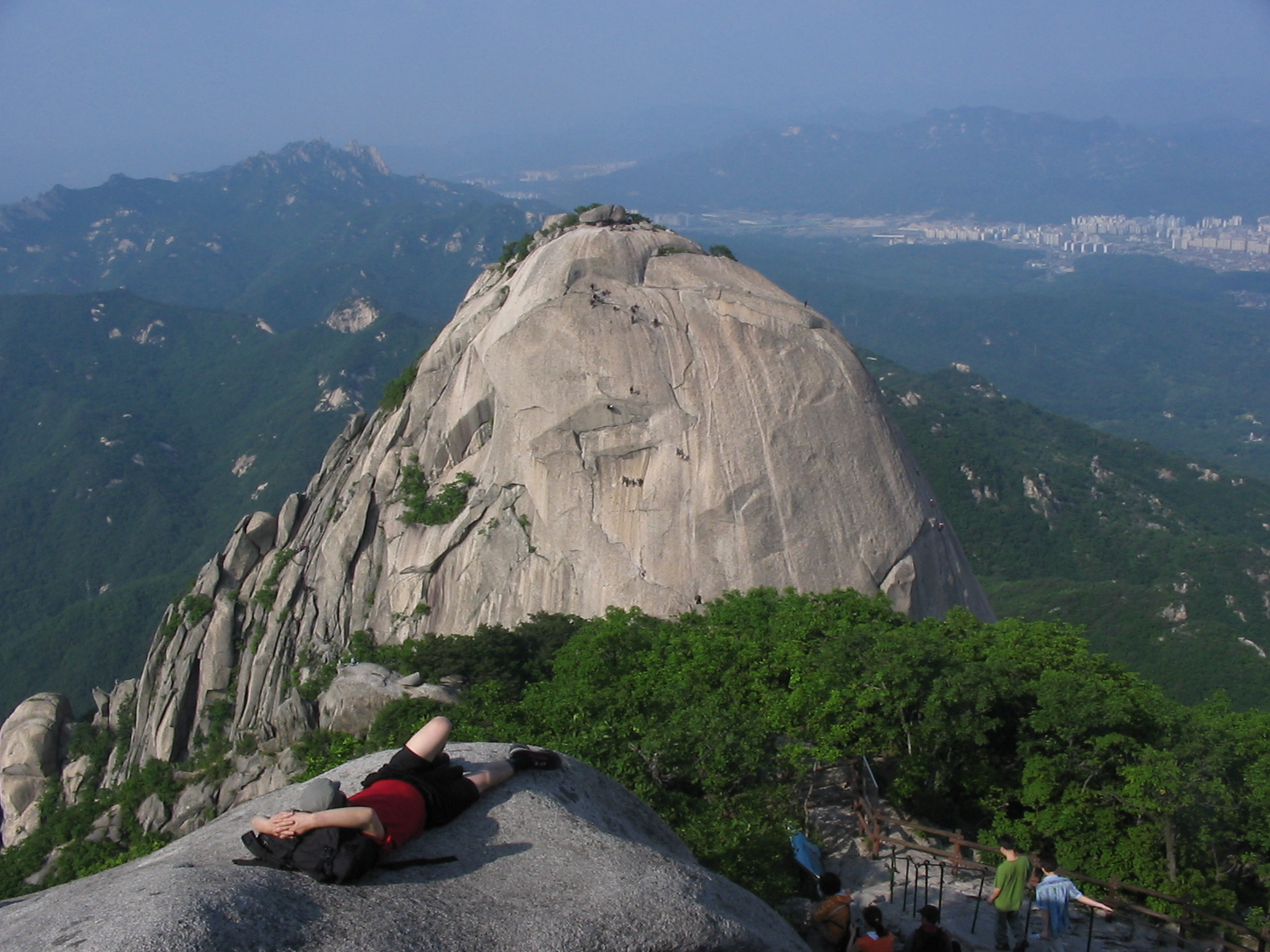
仁寿峰
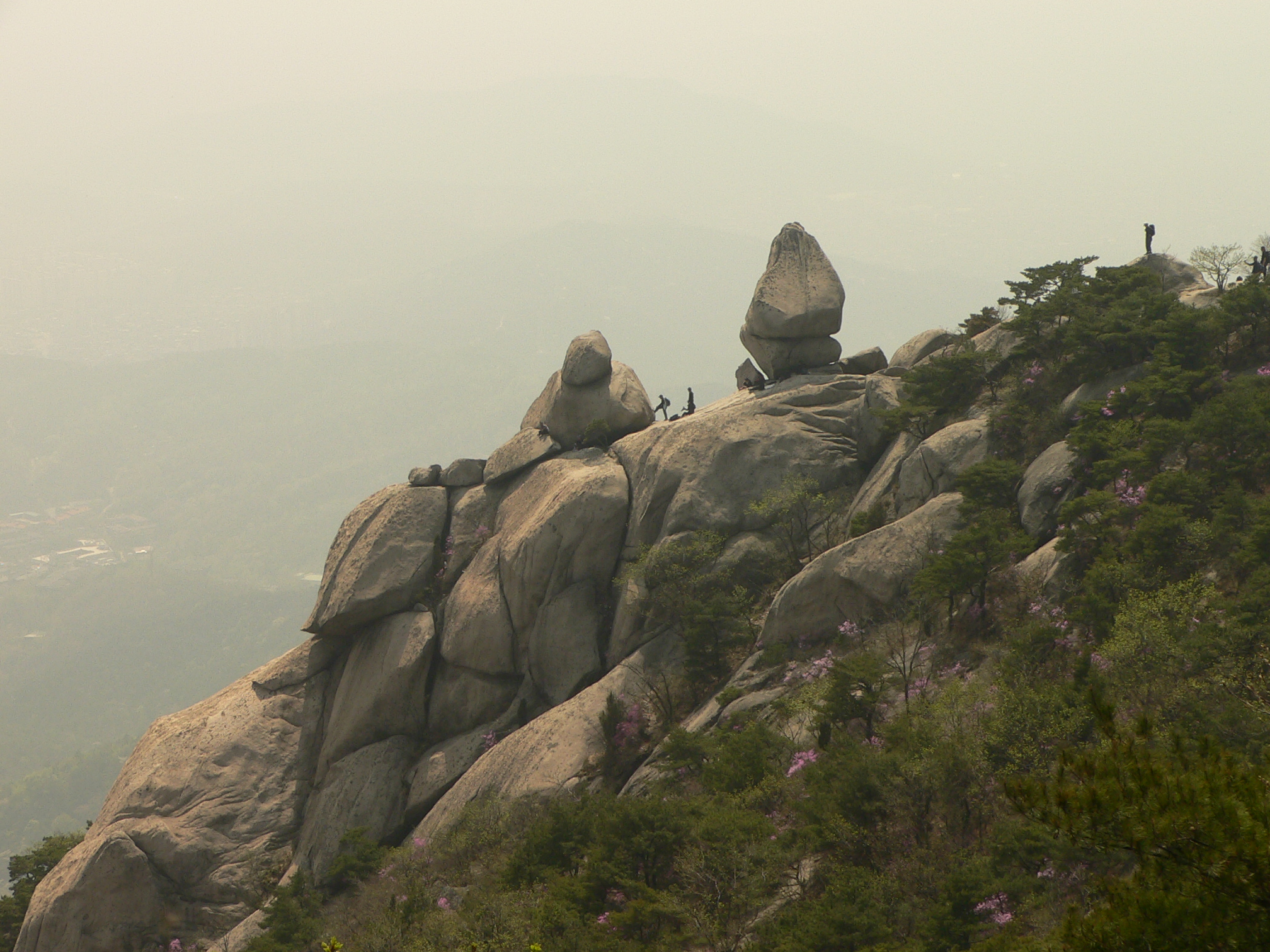